# Syngonosaurus
Syngonosaurus macrocercus
Genre
Espèce
Synonymes
- Acanthopholis macrocercus Seeley, 1869

Syngonosaurus est un  genre éteint de dinosaures ornithopodes ayant vécu au Crétacé moyen et dont une seule espèce est connue, Syngonosaurus macrocercus.
Selon Paleobiology Database, en 2022, ces deux taxons sont des nomen dubium d'Iguanodontia.

## Taxonomie
La localisation systématique de Syngonosaurus a fait l'objet de débats animés pendant plus d'un siècle, certains auteurs le considérant comme un dinosaure blindé, en particulier comme synonyme d'Anoplosaurus (Nopsca 1902 ; Huene 1909, 1927 ; von Zittel 1911 ; Romer 1956, 1966 ; Kuhn 1964) et d'autres l'attribuant à Iguanodontia (Lydekker 1889 ; Nopsca 1928 ; Stromer 1934 ; Tatarinov 1964 ; Bartholomai et Molnar 1981). Dans la description de Muttaburrasaurus, Bartholomai et Molnar (1981) ont considéré que Syngonosaurus et Eucercosaurus étaient synonymes. Dans la revue du matériel d’Ankylosaurus du Crétacé moyen du Royaume-Uni, Pereda-Suberbiola et Barrett (1999) ont montré que le matériel que Seeley (1869) a appelé « Acanthopholis macrocercus » était un composite de plus d'un taxon, les vertèbres appartenant à un ornithopode et les ostéodermes à un ankylosaure. Barrett et Bonsor (2020) ont constaté que Syngonosaurus représente un iguanodon avec Eucercosaurus, mais ont noté que les deux taxons sont basés sur des restes non diagnostiqués et représentent donc nomina dubia.